# Joseph Rantz
Joseph Rantz   (Spokane, 31 de març de 1914 - Redmond, 10 de setembre de 2007) fou un remer estatunidenc que va competir durant la dècada de 1930.
El 1936 va prendre part en els Jocs Olímpics de Berlín, on guanyà la medalla d'or en la prova del vuit amb timoner del programa de rem.
Estudià a la Universitat de Washington.